# Electronic Flight Bag
L'Electronic Flight Bag (EFB) è un dispositivo elettronico di gestione delle informazioni che consentono ai piloti di aeromobili di eseguire attività di gestione del volo più facilmente ed in modo più efficace con meno carta. Si tratta di una piattaforma di calcolo destinata a ridurre, o sostituire, materiale cartaceo spesso nel bagaglio a mano del pilota, compreso il manuale operativo e carte nautiche. Inoltre, l'EFB può ospitare appositamente applicazioni software per automatizzare altre funzioni normalmente svolte a mano, come ad esempio i calcoli per le prestazioni di decollo.
L'EFB prende il nome dalla tradizionale borsa da viaggio del pilota, che in genere è un pesante borsa contenente i documenti che i piloti portano nella cabina di pilotaggio. L'EFB è la sostituzione di tali documenti in un formato digitale. Il peso dell'EFB sono tipicamente di 0,5-2,2 kg, circa la stessa di un computer portatile. Ci sono numerosi vantaggi per l'utilizzo di un EFB ma i vantaggi specifici variano a seconda delle dimensioni, dal tipo di applicazioni utilizzate, dalla gestione dei contenuti già esistenti e dal sistema di distribuzione. Alcuni benefici comuni sono: risparmio di peso, costi ridotti e maggiore efficienza, riducendo o eliminando processi cartacei. Inoltre l'EFB è mirato a ridurre il carico di lavoro del pilota.
I dispositivi EFB sono in grado di visualizzare una serie di dati di trasporto aereo o eseguire calcoli di base. In passato, alcune di queste funzioni erano tradizionalmente realizzate utilizzando riferimenti cartacei o basandosi su dati forniti all'equipaggio.
Per gli aeromobili di grandi dimensioni, a turbina, si richiede comunque la presenza di carte nautiche sull'aereo. Se l'unica fonte di informazioni di navigazione è contenuta in un EFB, il gestore deve comprovare l'EFB continuerà a funzionare per tutto un evento di decompressione e a prescindere dalla quota, cosa che non è garantita. L'unico modo per ottenere questa funzionalità è quello di utilizzare un drive standard di massa in un contenitore sigillato.

## Storia
I precursori dei primi EFB sono stati sviluppati da singoli piloti, nei primi anni novanta, che hanno usato i loro computer portatili e di software comuni come fogli di calcolo e applicazioni di elaborazione testi per eseguire funzioni come la compilazione di moduli operativi. Nel 1991 fu usato il primo EFB, quando FedEx distribuì EFB simili a computer portatili, in grado di calcolare le prestazioni degli aeromobili sul velivolo. Questi dispositivi sono stati successivamente utilizzati su computer portatili comuni per l'interfaccia dati. Nel 1996, Aero Lloyd ha introdotto due computer portatili per calcolare le prestazioni di un aeromobile e accedere alla documentazione aerea. Il sistema chiamato FMD (Flight Desktop Management) permette di rimuovere tutta la documentazione. Altre società, svilupparono EFB per il calcolo di prestazioni, ma rimanenti a bordo del velivolo. JetBlue adottò un approccio diverso convertendo tutti i suoi documenti in formato elettronico e la loro distribuzione avvenne su una rete di computer portatili per i piloti. Il primo vero EFB, progettato specificamente per sostituire l'intero kit di un pilota, è stato brevettato da Angela Masson come Electronic Kit Bag (EKB) nel 1999. Nel 2006 My Travel (ora fusa con la compagnia aerea Thomas Cook) fu il primo a distribuire un registro elettronico con tecnologia di comunicazione GPRS, che sostituisce il processo cartaceo.
Con la tecnologia dei personal computer l'EFB è diventato più compatto e potente e con capacità di archiviazione più vasta, questo dispositivo divenne in grado di memorizzare le carte aeronautiche di tutto il mondo in soli 1,4 kg, rispetto ai 36 kg di carta normalmente richiesti per le rispettive carte aeronautiche. Le nuove tecnologie, come il meteo in tempo reale via satellite e l'integrazione con GPS, hanno ulteriormente ampliato le funzionalità dell'EFB. Tuttavia, per le grandi compagnie aeree commerciali, il problema principale dei sistemi EFB non è l'hardware sul velivolo, ma i mezzi per la distribuzione affidabile ed efficiente degli aggiornamenti dei contenuti per l'aereo.

## Classi di hardware
Gli EFB si dividono in tre classi di hardware e tre tipi di software. 
Le classi di hardware EFB includono:
- Classe 1 - Dotazione di serie commerciale, come computer portatili o apparecchi elettronici portatili. Questi dispositivi sono usati come i dispositivi mobili. Un EFB di classe 1 è considerato un dispositivo elettronico portatile (PED). L'EFB di Classe 1 può essere utilizzato per visualizzare le applicazioni di tipo B in fasi critiche del volo.
- Classe 2 - Include anche i dispositivi elettronici portatili e la gamma di attrezzature di classe 1 modificati. La connettività dati di un EFB in genere richiede l'applicazione di un certificato di omologazione.
- Classe 3 - Annovera le apparecchiature installate(fisse) e soggette a requisiti di aeronavigabilità e che, a differenza PED, devono essere sotto il controllo di progettazione. Ci possono essere requisiti per il software, ma questo dipende dal tipo di applicazione. La Classe 3 di EFB è in genere installata sotto STC.

## Applicazioni
L'EFB può ospitare una vasta gamma di applicazioni, classificate in tre categorie di software:
- Tipo A - Applicazioni statiche, come visualizzatori di documenti (formati PDF, HTML, XML);
- Tipo B - Carte di avvicinamento elettroniche o grafici che richiedono zoom o scorrimento;
- Tipo C - Può essere utilizzato come un display multifunzione (MFD); In almeno un caso come parte di un sistema Automatic Dependent Surveillance-Broadcast

Le applicazioni di tipo C sono soggette a requisiti di aeronavigabilità, come la certificazione del software. Applicazioni di tipo C deve essere eseguito sugli EFB di classe 3.

## Regolamento
Secondo la FAA (Federal Aviation Administration - agenzia federale statunitense per l'aviazione civile), la Classe 1,la Classe 2 e la Classe 3 di EFB non può agire come un sostituto per i manuali cartacei che i piloti sono comunque tenuti a portare con sé.